# José Luis Villanueva
José Luis Villanueva Ahumada (Santiago, 5 de noviembre de 1981) es un exfutbolista y comentarista deportivo chileno que jugaba como delantero. Actualmente es comentarista en ESPN, aportando el análisis para los partidos de fútbol de diversas competiciones, al igual que se mantiene como panelista de los diferentes programas de ESPN para Chile.

## Trayectoria
Se inició formándose en las divisiones inferiores de Palestino. En 1999, debutó en el primer equipo, donde tuvo escasas apariciones, igual que en la temporada 2000. Al año siguiente, fue cedido a préstamo a Deportes Temuco, donde marcó 7 goles y consiguió alcanzar el "ascenso a primera división", logrando el título a 5 fechas antes del término del campeonato. En 2002, fue cedido a préstamo a Deportes Ovalle, donde logró ser uno de los goleadores de la primera B al convertir 20 goles. En 2003, retornó a Palestino donde, pese a la crisis económica por la que pasaba el cuadro de La Cisterna, se transformó en uno de los líderes del plantel al marcar 22 goles en esa temporada, lo cual hizo que Juvenal Olmos, en ese entonces D.T. de la Roja, lo convocara a la selección sub-23 que disputó al año siguiente el preolímpico que se disputó en Chile.
En 2004, luego del preolímpico, emigró a Cobreloa donde tuvo escasas oportunidades de ser titular y apenas convirtió 2 goles. A mediados de ese mismo año, fichó por la Universidad Católica, donde hizo buenas actuaciones y convirtió 14 goles, permaneciendo hasta 2005, cuando inició su periplo por el extranjero al incorporarse a Racing, donde consiguió anotar 7 goles. Luego, su carrera tuvo una baja deportiva marcada por la escasa producción en su paso por Monarcas Morelia, donde sólo marcó 4 goles. Al año siguiente, pasó a jugar por el equipo coreano Jeonbuk Hyundai Motors, donde registró un alza en su juego, lo cual lo trajo de vuelta al continente americano, específicamente a Brasil donde acompañó a Romario en el frente de ataque del Club de Regatas Vasco da Gama.
Sin embargo, durante el segundo semestre de 2008, el Vasco rescindió su contrato y el chileno optó por dar un nuevo giro a su carrera al fichar por el PFC Bunyodkor de Uzbekistán.
A fines de 2010, luego de un paso por el Tianjin Teda de China, se convirtió en el tercer refuerzo de Universidad Católica para la temporada 2011, cuando tuvo la mala suerte de sufrir diversas lesiones, por lo que no pudo alternar en la oncena titular del equipo de la franja. Se despidió del equipo cruzado el 22 de diciembre de 2011 anotándole un gol a Universidad de Chile, en el triunfo por 2 a 1 en la semifinal del Clausura 2011. Posterior al término del torneo, se despidió con lágrimas del club.
En 2012, firmó por Deportes Antofagasta. Tras tener poca continuidad, se desvinculó del club habiendo jugado 9 partidos y marcado 1 gol. A mediados de ese mismo año emigró al Nacional B del Fútbol Argentino, donde militó en Boca Unidos donde solo jugó 10 partidos y marcó 6 goles.
Retornó a Chile el 2013, para jugar por Magallanes que participa en la Primera B del fútbol Chileno.
El 14 de agosto de 2015 anuncia su retiro del fútbol profesional mediante su cuenta de Instagram (joselovillanueva), en una emotiva carta donde hace mención a sus inicios en este deporte y agradeciendo el cariño que le ha brindado este deporte y los hinchas.

## Datos Personales
Actualmente reside en Estados Unidos junto a su familia. Su apodo de 'Beckham chileno' se debe a su parecido físico con David Beckham, ya que ambos son vistos como jugadores apuestos. 
También se educó en la misma escuela que Claudio Bravo y otros destacados representantes nacionales provenientes de Buin

## Selección nacional
Formó parte de los representativos chilenos Sub-20 y Sub-23 durante el Torneo Preolímpico clasificatorio a los Juegos Olímpicos de Atenas 2004. 
Por la selección adulta jugó 4 partidos. 1 por Clasificación de Conmebol para la Copa Mundial de 2006, 2 por Copa del Pacífico 2006 y un amistoso.

### Participaciones en Clasificatorias a Copas del Mundo
| Eliminatorias               | Resultado | Posición | PJ | G |
| --------------------------- | --------- | -------- | -- | - |
| Eliminatorias Alemania 2006 | Eliminado | 7.º      | 3  | 1 |

### Partidos internacionales
| Partidos internacionales | Partidos internacionales | Partidos internacionales       | Partidos internacionales | Partidos internacionales | Partidos internacionales | Partidos internacionales | Partidos internacionales | Partidos internacionales      |
| N.º                      | Fecha                    | Estadio                        | Local                    | Resultado                | Visitante                | Goles                    | DT                       | Competición                   |
| ------------------------ | ------------------------ | ------------------------------ | ------------------------ | ------------------------ | ------------------------ | ------------------------ | ------------------------ | ----------------------------- |
| 1                        | 20 de agosto de 2003     | Minyuan, Tianjin, China        | China                    | 0-0                      | Chile                    |                          | Juvenal Olmos            | Amistoso                      |
| 2                        | 8 de junio de 2005       | Nacional, Santiago, Chile      | Chile                    | 2-1                      | Venezuela                |                          | Nelson Acosta            | Clasificatorias Alemania 2006 |
| 3                        | 7 de octubre de 2006     | Sausalito, Viña del Mar, Chile | Chile                    | 3-2                      | Perú                     |                          | Nelson Acosta            | Copa del Pacífico 2006        |
| 4                        | 11 de octubre de 2006    | Jorge Basadre, Tacna, Perú     | Perú                     | 0-1                      | Chile                    |                          | Nelson Acosta            | Copa del Pacífico 2006        |
| Total                    | Total                    | Total                          | Presencias               | 4                        | Goles                    | 0                        |                          |                               |

| Selección chilena | Selección chilena | Selección chilena |
| Año               | Partidos          | Goles             |
| ----------------- | ----------------- | ----------------- |
| 2003              | 1                 | 0                 |
| 2005              | 1                 | 0                 |
| 2006              | 2                 | 0                 |
| Total             | 4                 | 0                 |

## Clubes
| Club                   | País          | Año       | PJ  | Goles |
| ---------------------- | ------------- | --------- | --- | ----- |
| Palestino              | Chile         | 1999-2000 | 6   | 3     |
| Deportes Temuco        | Chile         | 2001      | 12  | 7     |
| Deportes Ovalle        | Chile         | 2002      | 36  | 20    |
| Palestino              | Chile         | 2003      | 30  | 18    |
| Cobreloa               | Chile         | 2004      | 16  | 2     |
| Universidad Católica   | Chile         | 2004-2005 | 36  | 19    |
| Racing                 | Argentina     | 2005-2006 | 31  | 7     |
| Monarcas Morelia       | México        | 2006-2007 | 16  | 4     |
| Ulsan Hyundai Horang-i | Corea del Sur | 2007      | 6   | 1     |
| Vasco da Gama          | Brasil        | 2008      | 5   | 3     |
| PFC Bunyodkor          | Uzbekistán    | 2008-2009 | 28  | 25    |
| Tianjin Teda           | China         | 2010      | 14  | 2     |
| Universidad Católica   | Chile         | 2011      | 34  | 7     |
| Deportes Antofagasta   | Chile         | 2012      | 8   | 1     |
| Boca Unidos            | Argentina     | 2012-2013 | 25  | 3     |
| Magallanes             | Chile         | 2013-2015 | 50  | 12    |
| Total                  | Total         | Total     | 353 | 134   |

## Palmarés

### Campeonatos nacionales
| Título             | Equipo                 | País          | Año  |
| ------------------ | ---------------------- | ------------- | ---- |
| Primera B          | Deportes Temuco        | Chile         | 2001 |
| Samsung Hauzen Cup | Ulsan Hyundai Horang-i | Corea del Sur | 2007 |
| Oliy Liga          | PFC Bunyodkor          | Uzbekistán    | 2008 |
| Uzbekistán Cup     | PFC Bunyodkor          | Uzbekistán    | 2008 |
| Copa Chile         | Universidad Católica   | Chile         | 2011 |